# 莫須有

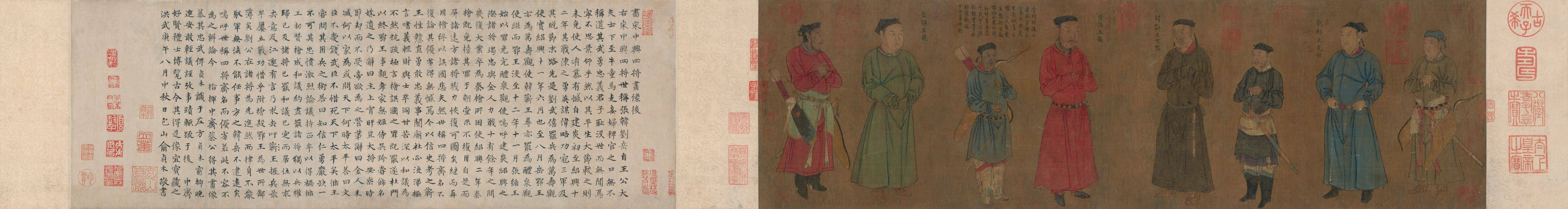
南宋劉松年所作的“中興四將”图（劉光世、韓世忠、張俊、岳飛全身立像）。岳飞为左起第二个。

莫須有為南宋時期近代汉语的口語，「莫」是副詞，表示「毋」、「不」，否定的意思，至於「須」在宋代官話為「要」之意；莫須有，意即為「不必要有」。以秦檜誣害岳飛之詞「其事體莫須有」而聞名，當時南宋作《中興龜鑑》的何俌與朱熹談岳飛冤獄有言：「莫須有三字，強以傅會，欲加之罪，其無辭乎！」于今漸成成語，常說“莫須有的罪名”，即為「欲加之罪、何患無辭」之意。秦桧当时使用该词的具体语义，史学界对莫须有使用之推测大可分为：「或许有」「难道没有？」「理应有」或「不必有」。

## 典故

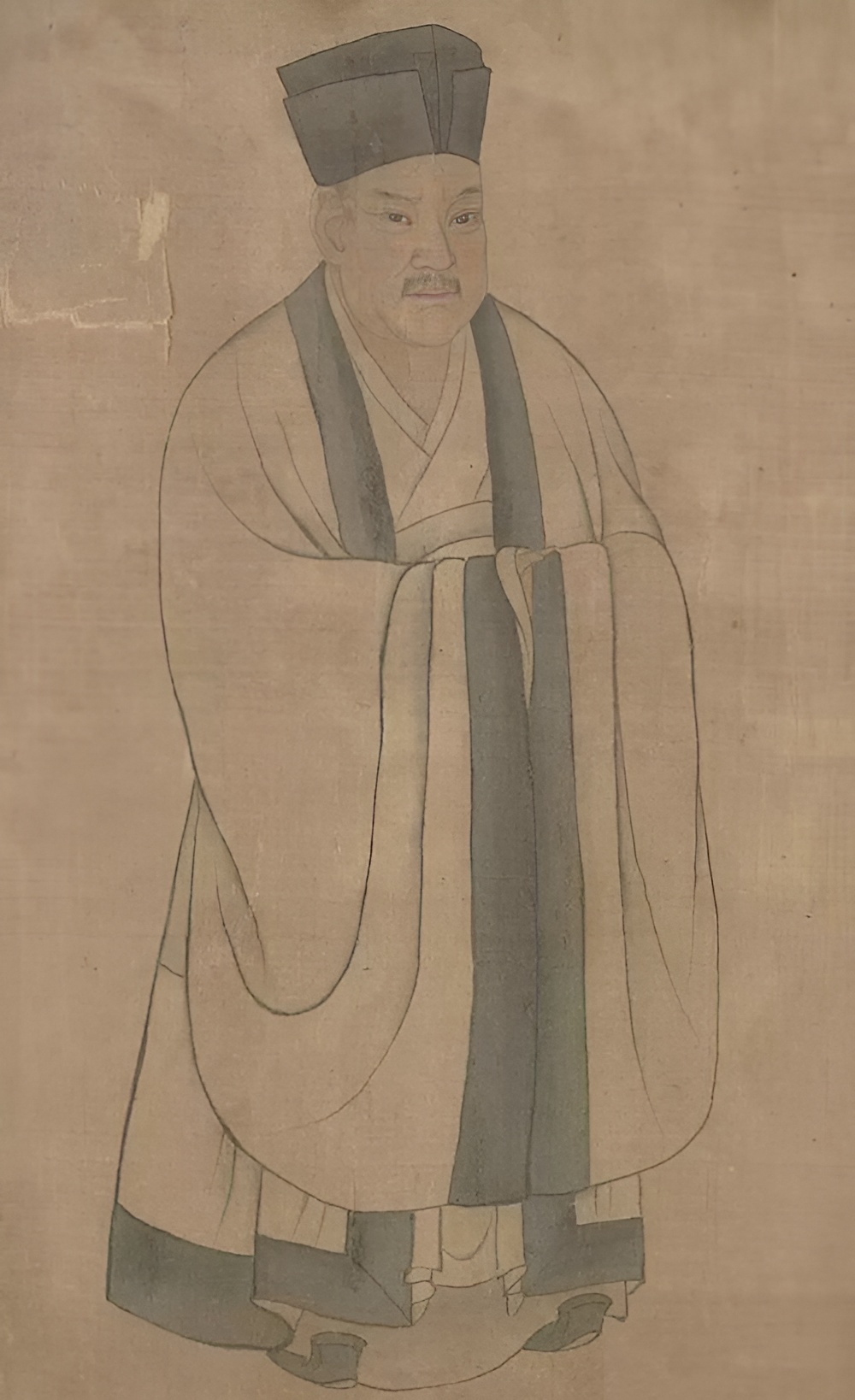
秦檜畫像

紹興和議之後，宰相秦檜唆使其同黨万俟卨向宋高宗呈上一道捏造岳飛抗金時擁兵不救、放棄陣地等許多「罪名」的奏摺。此後秦檜再收買張俊、王貴、王俊去誣告岳飛兒子岳雲曾寫信給張憲，欲與之共同發動兵變。
紹興十一年九月，張憲被捕入獄；十月岳飛、岳雲兩父子也入獄。已經辭官在家、明哲保身的老將韓世忠忍不住，去問秦檜岳飛何罪，秦檜答曰：「飛子雲與張憲書雖不明，其事體莫須有」韓世忠氣憤地說：「『莫須有』三字，何以服天下！」是年十二月，岳飛死，年三十九。

## 考證
「莫須」二字具體意義眾說紛紜。主要有以下幾種主張：
- 清代的《资治通鉴后编》謄為“必须有”，[8]朱彝尊亦同意此說，然與上下文及韓世忠的反應不符合，之後以其為基礎之《續資治通鑑 （页面存档备份，存于）》仍採用「莫須有」。[9]
- 呂叔湘引用俞正燮《癸巳存稿》标点做“莫，须有”的說法[10]，解释为“或许有”，“世忠截其语而合之，以诋桧之妄。”
- 俞正燮《癸巳存稿》认为当做“莫，须有”，即“该事实目前没有证据，但是会有的”。
- 台湾作家李敖反驳“莫，须有”的解释，并查证“莫须”是宋朝常用口语词汇，后来渐渐摈弃。李敖认为，秦桧虽是位高权重的大臣，却也不可能对韩世忠大将用“不必要有罪”這種霸道的态度搪塞，如此解释不合情理；因而李敖将“莫须有”解释为反问语气的“难道没有吗”，认为“历史真相”是韩世忠问秦桧“岳飞怎么会有罪”，而秦桧反问“难道没有吗？”但是李敖并没有指出将“莫须”解释为“难道不”的理由，也没有提出任何论证[11]。有人对此提出批驳，指按古汉语训诂学的方法，李敖关于“莫须”的解释是不成立的[12]。莫須一詞在南宋常常見諸文字記載，可見的確是當時俗語；然而根據其在句子中的位置及語序，顯然解释為“難道不”、“難道沒有”是不合適的。例證如下：
  - 《曲淆舊聞》有“莫須待介甫參告否”，《铁围山丛谈》有“莫须问他否”，《分类夷坚志》有“莫须谢尚书否”等語。可見“莫須……否”連在一起，是一個反問句語氣，大義為“不是應該……？”，或意為“或許……也說不定”，不论将“莫须……否”解释为表肯定的“应该”，还是表推测的“大概、或许”，都是可以连通全句的。然而该句式中“莫须”的用法，卻无法以“難道不”、“難道沒有”等意思来解释，因為“難道不/沒有……”本身即為否定式反問句式，習慣上不可以再與“……否”這樣的否定式反問句式疊用，语法上也难以实现。
  - 绍兴十年宋高宗下达《御札》指示大臣：“金人再犯东京，贼方在境，难以召卿远来面议，今遣李若虚前去，就卿商量。凡今日可以乘机御敌之事，卿可一一筹画措置，先入急递奏来。据（今来）事势，莫须重兵持守，轻兵择利；其设施之方，则委任卿，朕不可以遥度也。”中上下文完整，意為“……按照當今事態發展的趨勢，不須重兵駐紮固守、應選擇游兵才是有利的（擇時機和地形進行小規模交戰）；當地佈設關卡、實施指揮的方略性指導，則需委託給愛卿你，朕沒有辦法遙相揣度”；依照下文的“其設施之方，則委任卿”之語，宋高宗將一个戰略的具体实施委託給了大臣，该战略即为 上文提出的“莫須重兵持守，轻兵择利”；“莫須”此處表「否定」意義，无法解释为表不確定性的“或許”、“大概”，也不能解释为反問“難道不”、“难道没有”。其他關於“莫須”一詞在南宋的用法，可見以下列表：

| 記載出處                   | 內容                                                                                 | 解釋，說明 |
| -------------------------- | ------------------------------------------------------------------------------------ | --- |
| 《建炎以来系年要录》       | 莫须召二三大将来                                                                     | |
| 《宝真斋法书赞》           | 莫须与他明辩                                                                         | |
| 《曲淆舊聞》               | 莫须待介甫參告否                                                                     | |
| 《铁围山丛谈》             | 莫须问他否                                                                           | |
| 《思陵录》                 | 莫须批出                                                                             | |
| 《后村大全集》             | 莫须有人                                                                             | |
| 《分类夷坚志》             | 莫须谢尚书否                                                                         | |
| 绍兴十年宋高宗下达《御札》 | ……据（今来）事势，莫须重兵持守，轻兵择利；其设施之方，则委任卿，朕不可以遥度也。     | ……按照当今事态发展的趋势，毋須采取重兵驻扎固守，應选择游兵有利的时机和地形进行小规模交战这样的战略方针；当地布设关卡、实施指挥的指导方略，则需委托给爱卿，朕没有办法遥相揣度。 |
| 《宋史》                   | 狱之将上也，韩世忠不平，诣桧，诘其实。桧曰：「飞子云与张宪书虽不明，其事体莫须有。」 | |

## 案例
- 岳飞#遇害及平反
- 不知之不知
- 歐陽修被羅織誣陷但查無實據，因此判以莫須有，貶謫滁州。

## 比喻
有評論認為港區國安法有如『莫須有』。

## 類似
- 意有之：于謙等人被害時，徐有貞回答欲營救于謙等人的諸臣與部分太監時所說，與「莫須有」等同。